# Gustavo Florentín
Gustavo Atilano Florentín Morínigo (Paraguarí; 30 de junio de 1978) es un exfutbolista y entrenador paraguayo. Actualmente sin equipo.
Dirigió a los equipos de Cerro Porteño, con el que logró llegar a las semifinales de la Copa Sudamericana 2016 en la que fueron eliminados por Atlético Nacional. También dirigió al Sportivo Luqueño, Deportivo Capiatá y Guaraní, con este último obtuvo la Copa Paraguay 2018. El 25 de abril de 2021 es confirmado como nuevo entrenador del The Strongest, de Bolivia, para encarar la liga local y su participación en Copa Libertadores, renunciando a su cargo el 15 de agosto de 2021. El 8 de abril de 2024 es presentado oficialmente como entrenador del Deportivo Pasto de Colombia.

## Trayectoria como futbolista
Florentín comenzó a jugar para el Sud América antes de unirse al Cerro Porteño en 1996. Rara vez se conformó con un club durante su carrera, representando a los equipos locales 12 de Octubre, Sportivo San Lorenzo, Colegiales, Recoleta, Sol de América, Sportivo Luqueño, Fernando de la Mora, Guaraní y Tacuary. También pasó un corto tiempo en el extranjero en 2003, representando al equipo rumano Farul Constanța.
A nivel internacional jugó para la selección sub-20 en el Campeonato Mundial Juvenil de 1997 en Malasia.

## Trayectoria como entrenador
Comenzó su carrera como entrenador en 2009 con Cerro Porteño, estando a cargo de sus categorías juveniles. En 2013 se convirtió en el asistente del entrenador del equipo principal y también fue entrenador interino en noviembre de 2015 después de que Roberto Torres se fuera.
Florentín volvió a sus funciones anteriores tras el nombramiento de César Farías, pero fue nombrado técnico en julio de 2016 tras la destitución de Gustavo Morínigo. El 6 de marzo del año siguiente, él mismo fue despedido.
El 11 de septiembre de 2017 fue nombrado entrenador del Deportivo Capiatá también en Primera División. Renunció el 27 de mayo siguiente y se hizo cargo de Sportivo Luqueño el 9 de junio.
El 10 de septiembre de 2018 dejó Luqueño para hacerse cargo de Guaraní. Dejó el club en un mutuo acuerdo el 29 de mayo del año siguiente y fue designado a cargo de Huachipato de Chile el 11 de julio.
En diciembre de 2020, Florentín fue muy criticado después de sus comentarios posteriores al partido relacionados con la sustitución de Antonio Castillo en la primera mitad del empate 2-2 en casa contra Colo Colo, donde afirmó que "si un futbolista no es valiente, es no en la ocupación adecuada". Fue despedido por Huachipato el 6 de enero de 2021 y regresó a su país de origen el 17 de febrero para dirigir Sol de América. Optó por dejar este último el 23 de marzo de 2021 y se presentó al frente de The Strongest el 26 de abril.
El 15 de agosto de 2021, Florentín renunció al Tigre y cambió de nuevamente de equipo y de país once días más tarde, después de hacerse cargo de Sport Recife de Brasil para dirigirlo en el Brasileraõ.
El 8 de abril de 2024, es oficialmente presentado por el Deportivo Pasto para dirigir en la Primera División de Colombia, para dirigir los partidos restantes del Torneo Apertura y con miras a afrontar el torneo del siguiente semestre.
El 18 de diciembre de 2024, es nombrado entrenador del Atlético Bucaramanga.  Se marcharia de la institución el 14 de marzo de 2025 con un rendimiento muy negativo.
El 22 de marzo de 2025, firma por un año y medio con las Águilas Doradas también de la liga colombiana.
El 21 de abril, menos de un mes después de haber asumido como técnico, tras varios actos irresponsables (como haber tenido problemas con ciertos jugadores, y después de un partido ante el Deportivo Pasto, en el cual perdiendo 1-0, no se presentó a la cena en el hotel, y no llegó a concentración a Rionegro al otro día, sin justificación válida), hicieron que fuera despedido de la institución.

## Clubes

### Como jugador
| Club                 | País     | Año       |
| -------------------- | -------- | --------- |
| Cerro Porteño        | Paraguay | 1996-1998 |
| 12 de Octubre        | Paraguay | 1999-2000 |
| Sportivo San Lorenzo | Paraguay | 2000-2001 |
| Colegiales           | Paraguay | 2001      |
| Recoleta             | Paraguay | 2002      |
| Sol de América       | Paraguay | 2002-2003 |
| Farul Constanța      | Rumania  | 2003      |
| Sportivo Luqueño     | Paraguay | 2004      |
| Fernando de la Mora  | Paraguay | 2005-2006 |
| Guaraní              | Paraguay | 2006-2007 |
| Tacuary              | Paraguay | 2008      |

### Como formador
| Año           | Club     | País      |
| ------------- | -------- | --------- |
| Cerro Porteño | Paraguay | 2009-2012 |

### Como asistente técnico
| Club          | País     | Año       |
| ------------- | -------- | --------- |
| Cerro Porteño | Paraguay | 2013-2015 |

### Como entrenador
| Equipo                          | Desde                    | Hasta                    | Estadística | Estadística | Estadística | Estadística | Estadística |
| Equipo                          | Desde                    | Hasta                    | PJ          | PG          | PE          | PP          | Efectividad |
| ------------------------------- | ------------------------ | ------------------------ | ----------- | ----------- | ----------- | ----------- | ----------- |
| Cerro Porteño Paraguay          | 24 de noviembre de 2015  | 15 de diciembre de 2015  | 3           | 2           | 0           | 1           | 66.67%      |
| Cerro Porteño Paraguay          | 16 de julio de 2016      | 6 de marzo de 2017       | 35          | 16          | 11          | 8           | 56.19%      |
| Deportivo Capiatá Paraguay      | 11 de septiembre de 2017 | 27 de mayo de 2018       | 34          | 11          | 10          | 13          | 42.15%      |
| Sportivo Luqueño Paraguay       | 9 de junio de 2018       | 10 de septiembre de 2018 | 10          | 4           | 2           | 4           | 46.67%      |
| Guaraní Paraguay                | 10 de deptiembre 2018    | 29 de mayo de 2019       | 42          | 18          | 13          | 11          | 53.18%      |
| Huachipato · Chile              | 11 de julio de 2019      | 6 de enero de 2021       | 41          | 15          | 11          | 15          | 45.53%      |
| Sol de América Paraguay         | 17 de febrero de 2021    | 23 de marzo de 2021      | 6           | 1           | 2           | 3           | 27.78%      |
| The Strongest · Bolivia         | 26 de abril de 2021      | 15 de agosto de 2021     | 15          | 9           | 0           | 6           | 60%         |
| Sport Recife · Brasil           | 26 de agosto de 2021     | 3 de marzo de 2022       | 29          | 9           | 8           | 12          | 40.23%      |
| General Caballero Paraguay      | 8 de agosto de 2022      | 16 de septiembre de 2022 | 7           | 1           | 2           | 4           | 23.81%      |
| Sportivo Luqueño Paraguay       | 27 de octubre de 2022    | 31 de mayo de 2023       | 20          | 5           | 8           | 7           | 38.33%      |
| Deportivo Pasto · Colombia      | 8 de abril de 2024       | 13 de diciembre de 2024  | 33          | 13          | 7           | 13          | 46.46%      |
| Atlético Bucaramanga · Colombia | 18 de diciembre de 2024  | 14 de marzo de 2025      | 10          | 1           | 5           | 4           | 26.67%      |
| Águilas Doradas · Colombia      | 22 de marzo de 2025      | 23 de abril de 2025      | 3           | 0           | 2           | 1           | 22.22%      |
| Consolidado Total               | Consolidado Total        | Consolidado Total        | 287         | 105         | 80          | 102         | 45.88%      |

## Palmarés

### Como jugador

#### Títulos nacionales
| Título          | Club          | País     | Año  |
| --------------- | ------------- | -------- | ---- |
| Torneo Clausura | Cerro Porteño | Paraguay | 1998 |

### Como entrenador

#### Títulos nacionales
| Título        | Club    | País     | Año  |
| ------------- | ------- | -------- | ---- |
| Copa Paraguay | Guaraní | Paraguay | 2018 |